# Gonomyia fijiensis
Gonomyia fijiensis är en tvåvingeart som beskrevs av Alexander 1914. Gonomyia fijiensis ingår i släktet Gonomyia och familjen småharkrankar. Inga underarter finns listade i Catalogue of Life.